# نینبورگ (زاله)
شهر نینبورگ (به آلمانی: Nienburg) در ایالت زاکسن-آنهالت در کشور آلمان واقع شده‌است.